# 氷川きよし・十二番勝負!〜面影の都〜
『氷川きよし・演歌十二番勝負!〜面影の都〜』は、日本の演歌歌手氷川きよしのアルバムである。2005年11月23日発売。発売元はコロムビアミュージックエンタテインメント。

## 収録曲
1. 面影の都(4:05) 
作詞：仁井谷俊也／作曲：杜奏太朗／編曲：伊戸のりお
2. 波止場のマリー(3:38)
作詞：仁井谷俊也／作曲：桧原さとし／編曲：宮崎慎二
3. 白虎(5:05)
作詞：麻こよみ／作曲：杜奏太朗／編曲：伊戸のりお
4. キャラバン(4:06)
作詞：かず翼／作曲：大谷明裕／編曲：宮崎慎二
5. 愛しき街角(4:24)
作詞：かず翼／作曲：桧原さとし／編曲：伊戸のりお
6. 故郷はわが胸に(3:57)
作詞：仁井谷俊也／作曲：大谷明裕／編曲：佐伯亮
7. 古城(3:33)
作詞：高橋掬太郎／作曲：細川潤一／編曲：石倉重信
三橋美智也のカバー
8. 別れの波止場(3:31)
作詞：藤間哲郎／作曲：真木陽／編曲：石倉重信
春日八郎のカバー
9. 青い背広で(2:57)
作詞：佐藤惣之助／作曲：古賀政男／編曲：石倉重信
藤山一郎のカバー
10. 落葉しぐれ(3:25)
作詞：吉川静夫／作曲：吉田正／編曲：石倉重信
三浦洸一のカバー
11. おーい中村君(3:21)
作詞：矢野亮／作曲：中野忠晴／編曲：石倉重信
若原一郎のカバー
12. 会津の小鉄(4:11)
作詞：松島一夫／作曲：和田香苗／編曲：石倉重信
京山幸枝若のカバー
13. 面影の都～アルバムバージョン～(3:57)